# Norodom Buppha Devi
Norodom Buppha Devi (khm. នរោត្តម បុប្ផាទេវី; ur. 8 stycznia 1943 w Phnom Penh, zm. 18 listopada 2019 w Bangkoku) – kambodżańska księżniczka, tancerka, dyrektorka Królewskiego Baletu Kambodży, polityk oraz minister kultury i sztuk pięknych. Jej oficjalny tytuł brzmiał: (khm. សម្តេចរាជបុត្រីព្រះរៀមនរោត្តម បុប្ផាទេវី trl. Samdech Reach Botrei Preah Ream Norodom Buppha Devi pol. dosł. Jej Królewska Wysokość Księżniczka Norodom Buppha Devi).
Jej imię pochodzi od palijskiego słowa „puppha” (បុប្ផា) oznaczającego kwiat i „Devi” (ទេវី) oznaczającego boginie.

## Życiorys
Urodziła się 8 stycznia 1943 roku w Phnom Penh w Indochinach Francuskich, jako córka króla Norodoma Sihanouka i księżniczki Phat Kanhol.
Buppha Devi zaczęła swą przygodę z tańcem Apsara w królewskim pałacu. Jako młoda księżniczka dołączyła do Królewskiego Baletu Kambodży i została jego główną tancerką w latach 60. XX wieku. W wieku 15 lat poślubiła sześć lat starszego księcia Sisowatha Chivana Moniraka.
W wieku 18 lat rozpoczęła światową trasę koncertową jako główna tancerka Królewskiego Baletu u boku królowej Sisowath Kossamak, wykonując taniec, który wcześniej prezentowano publicznie jedynie przed członkami rodziny królewskiej.
W 1975 roku musiała uciekać z kraju, kiedy ortodoksyjni komuniści Czerwoni Khmerzy przejęli władzę, opróżniając miasta i zakazując tego, co uważali za dekadenckie, elitarne obyczaje. Wróciła do Kambodży na początku lat 90. i przyczyniła się do odrodzenia tradycyjnej Apsary i pozostałych tańców khmerskich.
W latach 1998–2004 sprawowała funkcję ministra kultury i sztuk pięknych.
Norodom Buppha Devi była w czterech związkach małżeńskich i urodziła pięcioro dzieci.
Zmarła 18 listopada 2019 roku w wieku 76 lat w szpitalu w Bangkoku, gdzie przez około dwa tygodnie była leczona.